# Norra Skabbskär
Norra Skabbskär är en ö i Åland (Finland). Den ligger i Skärgårdshavet och i kommunen Hammarland i landskapet Åland, i den sydvästra delen av landet. Ön ligger omkring 29 kilometer norr om Mariehamn och omkring 290 kilometer väster om Helsingfors.
Öns area är 5,2 hektar och dess största längd är 380 meter i nord-sydlig riktning. I omgivningarna runt Norra Skabbskär växer i huvudsak blandskog.
Runt Norra Skabbskär är det glesbefolkat, med 11 invånare per kvadratkilometer.